# Церковь Троицы Живоначальной (Одоев)
Церковь Троицы Живоначальной — действующий православный храм в посёлке городского типа Одоеве Тульской области РФ.

## История
В церковно-приходской летописи «Приходы и церкви Тульской епархии» сказано, что история деревянного Троицкого храма известна с 1784 года. Эта церковь тогда находилась в северной части города в Захлевной слободе (в просторечии в «Захлевке»). Церковь имела два придела: правый в честь иконы Божией Матери «Всех скорбящих Радость» и левый — Георгия Победоносца.
По причине ветхости деревянного храма в 1835 году было принято решение и получено разрешение на постройку нового каменного. Согласно плану застройки место для строительства отвели в противоположном конце города недалеко от Стрелецкой слободы в полутора километрах от прежнего деревянного. К постройке приступили в 1837 году. Из-за нехватки средств строительство затянулось. В 1839 году был освящён только правый придел во имя Божией Матери Всех скорбящих Радость. Левый Георгиевский придел отделали и освятили в 1861. А сама церковь была отделана, расписана и освящена в память о прежней Захлевской, во имя Святой Троицы Живоначальной в 1865 году. В 1885 построили каменную трёхъярусную колокольню. В 1891 был позолочен иконостас и обновлена настенная живопись.
С 1880 года в состав Троицкого церковного прихода входили: южная часть города Одоева, деревня Какуренка (Какурина, Кокурники), Зиброво (Зиборова, Заборово) и село Ламиполозова (Навыполоз) (ныне находится в черте Одоева на левом берегу Упы), Ильинская церковь которого была приписана в 1880 к Троицкой.